# Vyšný Medzev
Vyšný Medzev (węg. Felsőmecenzéf; niem. Obermetzenseif(en)) – wieś (obec) na Słowacji położona w kraju koszyckim, w powiecie Koszyce-okolice. Pierwsze wzmianki o miejscowości pochodzą z roku 1427. 
Według danych z dnia 31 grudnia 2012, wieś zamieszkiwało 537 osób, w tym 266 kobiet i 271 mężczyzn.
W 2001 roku rozkład populacji względem narodowości i przynależności etnicznej wyglądał następująco:
- Słowacy – 74,48%
- Czesi – 0,38%
- Morawianie – %
- Niemcy – 12,67%
- Romowie – 9,64%
- Węgrzy – 1,32%

Ze względu na wyznawaną religię struktura mieszkańców kształtowała się w 2001 roku następująco:
- Katolicy rzymscy – 75,24%
- Grekokatolicy – 1,89%
- Ewangelicy – 1,32%
- Ateiści – 19,28%
- Nie podano – 1,7%